# Krakača
Krakača är ett samhälle i Bosnien och Hercegovina.   Det ligger i entiteten Federationen Bosnien och Hercegovina, i den nordvästra delen av landet, 230 km nordväst om huvudstaden Sarajevo. Krakača ligger 375 meter över havet och antalet invånare är 952.
Terrängen runt Krakača är kuperad västerut, men österut är den platt. Runt Krakača är det ganska tätbefolkat, med 93 invånare per kvadratkilometer.. Närmaste större samhälle är Cazin, 8,6 km söder om Krakača. 
Omgivningarna runt Krakača är en mosaik av jordbruksmark och naturlig växtlighet.